# HD 155276
HD 155276，又名CD-3811632，SAO 208522、HR 6382，是一颗恒星，视星等为6.3，位于銀經347.95，銀緯0.28，其B1900.0坐标为赤經17h 5m 24.3s，赤緯-38° 0.28′ 52″。